# أنيت كلوغ
أنيت كلوغ (بالألمانية: Annette Klug)‏ هي مبارزة بالسيف ألمانية، ولدت في 24 يناير 1969 في زينغن في ألمانيا.

## وصلات خارجية
- أنيت كلوغ على موقع أوليمبيديا (الإنجليزية)